# Джак Шепърд
Джак Шепърд (на английски: Jack Shephard) е един от главните герои в сериала „Изгубени“. Ролята се изпълнява от Матю Фокс. В българския дублаж Джак се озвучава от Васил Бинев, от Георги Стоянов в дублажа на четвърти сезон на AXN, от Кирил Ивайлов в пети сезон на AXN и от Тодор Георгиев в шести сезон на AXN.

## Преди катастрофата
Сложен и водещ образ в сериала, Джак е хирург, който работи в клиника с баща си. Двамата са в постоянен конфликт, причинен от бавното алкохолизиране на бащата, което става причина за негова лекарска грешка. След нея отношенията им съвсем се развалят, бащата напуска страната и отива в Австралия. Джак от своя страна е платонично увлечен по близката на свой пациент, а личният му живот не върви. Раздялата с жена му е неизбежна, а след това идва и новината за смъртта на баща му в Сидни. Джак е принуден да отлети за Австралия, за да прибере тялото на родителя си. Той се качва на полет 815 с ковчега в багажа си. На острова Джак е лидер на оцелелите, което го прави важна, но и конфликтна фигура.
Бащата на Джак, д-р Крисчън Шепърд, е баща и на Клеър Литълтън, която също е сред от оцелелите. Джак разбира, че ѝ е брат на символичното погребение на баща им от нейната майка, която е вече излязла от комата.

## На острова
На острова той е лидерът. Има авантюра с Кейт, но и Сойър има авантюра с нея. След като е отвлечен от другите той се влюбва в Джулиет. Когато се връща при своите заедно с Джулиет, повечето са много скептично настроени към нея.